# Дурра Тимур-хан
Дурра Тимур-хан, (убит в 1326) — чингизид, потомок Чагатая, хан Чагатайского улуса, годы правления (1326)

## Правление
Дурра Тимур-хан пришел к власти после смерти чагатаида Ильчигидай-хана в 1326 году. Мусульманские авторы характеризуют его как доблестного, справедливого и щедрого государя. Он поддерживал дружественные отношения с Ильханом Абу Саидом (1316-1335), и они часто обменивались посольствами. Однако в самом Чагатайском государстве при нем не было твердого порядка, и Дурра-Тимуру приходилось подавлять вспыхивавшие в разных уголках обширной страны мятежи.

## Смерть
В 1326 году Дурра Тимур-хан внезапно скончался и власть перешла к чагатаиду Тармаширин-хану.